# Coma (Eus)

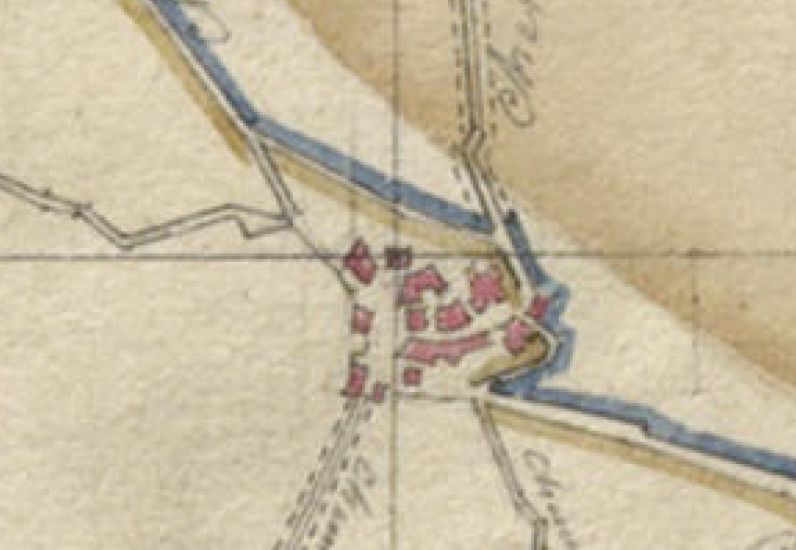
Coma en el Cadastre napoleònic del 1812 (Arxius Departamentals dels Pirineus Orientals)

Coma (Comes en francès) és un poble abandonat a 770 m d'altitud, a la comuna d'Eus, de la comarca del Conflent, a la Catalunya del Nord. Havia estat una comuna independent, que en el moment de fusionar-se amb Eus el 1790 feu que la comuna s'anomenés Eus i Coma, denominació que alguns geògrafs conserven avui dia.
Les seves restes estan situades en el sector nord del terme d'Eus, al nord-oest del cap de la comuna.
En l'any 844, és esmentat en un contracte de compravenda entre la filla del comte Berà de Conflent, Rotruda, i Oriol, fill d'aquesta. Sembla que el poble no tingué mai una gran ocupació. El 1311 està documentat com a lloc fortificat: castrum de Coma.
S'hi conserva, força ben conservada, l'antiga església parroquial de Sant Esteve de Coma, romànica.